# Una manera millor de morir
Una manera millor de morir (títol original en anglès A Better Way to Die) és una pel·lícula estatunidenca dirigida per Scott Wiper el 2000. Aquesta pel·lícula ha estat doblada al català. Tracta sobre un policia dimissionari que està agafat entre l'FBI i la màfia.

## Argument
Després de l'assassinat del seu col·lega, i fart del seu treball, Boomer (Scott Wiper) decideix retirar-se de la policia i instal·lar-se en un poble, on planeja portar una vida tranquil·la i reunir-se amb l'amor de la seva vida Kelly (Natasha Henstridge), per així poder recompondre la seva vida. Però una sèrie d'esdeveniments fan que se li confongui amb un agent secret del govern, al que un sanguinari capo de la màfia de Chicago té al punt de mira, i per uns malentesos, els seus plans d'una vida tranquil·la queden truncats quan queda atrapat en mig d'una lluita entre l'FBI i la màfia de Chicago.

## Repartiment
- Scott Wiper: Boomer
- Jack Conley: Fletcher
- Carmen Argenziano: Carlos
- Richard Haje: el mut
- Matt Gallini: Laslov
- Rolando Molina: Chach
- Kirk McKinney: Spaz
- Jefferson Moore: Harrison James
- Wayne Duvall: Rifkin
- Mirjana Jokovic: Salvi
- Lou Diamond Phillips: William Dexter
- Benjamin John Parrillo: Cooper
- London King: Cheryl
- Jim Conrad: Miles